# 岐阜県道217号赤坂神戸線
岐阜県道217号赤坂神戸線（ぎふけんどう217ごう あかさかごうどせん）は、岐阜県大垣市赤坂町から同県安八郡神戸町に至る一般県道である。

## 概要
大垣市赤坂町の赤坂新橋西交差点を起点として北東方向に向かい神戸町中心部を経由して終点の福井交差点に至る。
かつての終点は神戸町大字丈六道字村北437番3地先（丈六道中交差点 = 岐阜県道53号岐阜関ケ原線交差点）であったが、2012年（平成24年）2月28日に神戸町大字神戸字福井1622番1地先（福井交差点）に変更された。同時に、接続する岐阜県道212号大垣大野線の経路変更も行われた。

### 路線データ
岐阜県法規集に基づく起終点および経過地は次のとおり。
- 起点：大垣市赤坂町（赤坂新橋西交差点＝国道417号交点、岐阜県道230号柳瀬赤坂線終点）
- 終点：安八郡神戸町（福井交差点＝岐阜県道212号大垣大野線交点）
- 重要な経過地：なし

## 路線状況

### 重複区間
- 岐阜県道230号柳瀬赤坂線：大垣市赤坂町・赤坂新橋西交差点 - 大垣市草道島町

## 地理

### 通過する自治体
- 岐阜県
大垣市 - 安八郡神戸町

### 交差する道路
大垣市
- 国道417号：赤坂新橋西交差点（起点）
- 岐阜県道230号柳瀬赤坂線：草道島町

安八郡神戸町
- 岐阜県道212号大垣大野線：福井交差点（終点）

### 沿線
- 明星輪寺
- 赤坂郵便局
- 大垣市立赤坂小学校
- 養老鉄道 東赤坂駅、広神戸駅